# واسیلی برزوتسکی
واسیلی ولادیمیروویچ برزوتسکی (روسی: Василий Владимирович Березуцкий؛ زاده ۲۰ ژوئن ۱۹۸۲) بازیکن فوتبال پیشین اهل روسیه است.
وی همچنین در تیم ملی فوتبال روسیه بازی کرده‌است.
برادر دوقلوی او الکسی برزوتسکی نیز بازیکن فوتبال است و سابقهٔ بازی برای زسکا مسکو را دارد.

## افتخارات

### باشگاهی
زسکا
- لیگ اروپا (۱): ۰۵–۲۰۰۴
- لیگ برتر فوتبال روسیه (۶): ۲۰۰۳، ۲۰۰۵، ۲۰۰۶، ۱۳–۲۰۱۳، ۱۴–۲۰۱۳، ۱۶–۲۰۱۵
- جام حذفی فوتبال روسیه (۷): ۲۰۰۲، ۲۰۰۵، ۲۰۰۶، ۲۰۰۸، ۲۰۰۹، ۲۰۱۱، ۲۰۱۳
- سوپر جام فوتبال روسیه (۵): ۲۰۰۴، ۲۰۰۶، ۲۰۰۷، ۲۰۰۹، ۲۰۱۳